# Jaruco
Jaruco är en ort i Kuba.   Den ligger i provinsen Provincia Mayabeque, i den västra delen av landet, 40 km öster om huvudstaden Havanna. Jaruco ligger 129 meter över havet och antalet invånare är 20 207.
Terrängen runt Jaruco är huvudsakligen platt, men västerut är den kuperad. Runt Jaruco är det ganska tätbefolkat, med 111 invånare per kvadratkilometer. Närmaste större samhälle är San José de las Lajas, 17,0 km sydväst om Jaruco. Trakten runt Jaruco består till största delen av jordbruksmark.